# 学校法人長野家政学園
学校法人長野家政学園（がっこうほうじん ながのかせいがくえん）は、長野県長野市に本部を置いていた学校法人である。同県佐久市の学校法人聖啓学園と合併し、学校法人長聖となった。

## 沿革
- 1925年 - 長野県の女性教育者、小林倭文によって創設された。長野市県町に前身である長野和洋裁縫女学校創設[3]。
- 1934年 - 長野高等実践女学校と改称。長野市中御所に移転。
- 1936年 - 長野市岡田町（長野県庁南）に移転。
- 1948年 - 長野高等家政学校と改称。
- 1957年 - 学校法人 家政学園認可。理事長小林倭文（しずり）。
- 1957年 - 長野女子高等学校に改称。現在地（長野市三輪）へ移転。
- 1967年 - 学校法人 長野家政学園に改称。初代理事長 小林倭文。
- 1967年 - 長野女子短期大学が開学[4]。
- 2015年 - 長野女子高等学校 創立90周年記念式典[5]。
- 2017年 - 長野女子短期大学 創立50周年記念式典。
- 2023年 - 佐久市の学校法人聖啓学園と合併により解散（存続法人は聖啓学園、学校法人長聖と改称）。
- 2026年（予定） - 長野女子高等学校廃止[6]

## 旧設置校
- 長野女子短期大学
- 長野女子高等学校

## 旧本部所在地
〒380-0803 長野県長野市三輪9丁目11番29号（長野女子短期大学内）

## 歴代理事長
- 初代理事長　　小林倭文（1967 - 1995）
- 第2代理事長　小林士朗（1995 - 2012）
- 第3代理事長　小林健治（2012 - 2020）
- 第4代理事長　小林健雄（2020 - 2023）